# Leitender Notarmitarbeiter
Der Leitender Notarmitarbeiter ist eine Berufsbezeichnung im Notariat. Zweck der Fortbildung ist es, durch Vertiefung der bisherigen Kenntnisse und Fertigkeiten der Notargehilfen und Notarfachangestellten, Mitarbeiter, die sich bereits zuvor durch besonders gute Leistungen hervorgehoben haben, derart weiterzuqualifizieren, dass durch sie eine Unterstützung des Notars auf allen Gebieten der Notarpraxis – im organisatorischen wie im Bereich der selbständigen Urkundsvorbereitung – möglich wird.

## Fortbildung
Weiterhin sind von den Teilnehmern vier Wochenkurse (sog. Präsenzphasen) mit jeweils anschließender Klausur und die Abschlussprüfung zu absolvieren.